# Gnumeric
Gnumeric é uma planilha eletrônica livre que faz parte do ambiente de desktop GNOME. Gnumeric versão 1.0 foi lançada em 31 de Dezembro de 2001.
Gnumeric é distribuído como software livre sob licença GNU/GPL; sua intenção é substituir programas de planilhas como Microsoft Excel. Gnumeric foi criado e desenvolvido por Miguel de Icaza, mas ele se lançou em outros projetos e atualmente é mantido por Jody Goldberg.
Gnumeric é capaz de importar e exportar dados em vários formatos de arquivos, incluindo CSV, Excel (capacidade de escrita para .xlsx está incompleta), planilhas Microsoft Works (*.wks), HTML, LaTeX, Lotus 1-2-3, OpenDocument e Quattro Pro; possui seu formato nativo de arquivo (.gnm ou .gnumeric), um arquivo XML comprimido com gzip. Ele possui uma grande quantidade de funções; porém não compreende tabelas Pivot e VB for Applications.
A acurácia do Gnumeric tem feito com que ele estabeleça um nicho nas análises estatísticas e outras tarefas científicas. Para melhorar a acurácia do Gnumeric, os desenvolvedores têm cooperado com o Projeto R.
Gnumeric tem uma interface diferente para a criação e edição de gráficos a partir de outros softwares de planilha. Para editar um gráfico, Gnumeric mostra uma janela onde todos os elementos do gráfico são listados. Outros programas de planilha tipicamente requerem que o usuário selecione elementos individuais do gráfico no gráfico em si com o objetivo de editá-los.